# Champagne-et-Fontaine
Champagne-et-Fontaine è un comune francese di 402 abitanti situato nel dipartimento della Dordogna nella regione della Nuova Aquitania.

## Società

### Evoluzione demografica
Abitanti censiti